# Сан Панкрацио (Болоња)
Сан Панкрацио (итал. San Pancrazio) је насеље у Италији у округу Болоња, региону Емилија-Ромања.
Према процени из 2011. у насељу је живело 164 становника. Насеље се налази на надморској висини од 65 м.